# Clémentine Amouroux
Pour les articles homonymes, voir Amouroux.
Clémentine Amouroux est une actrice et metteuse en scène française.

## Biographie
Clémentine Amouroux fait ses débuts en 1976 en apparaissant dans des séries télévisées avant d'obtenir des rôles plus importants au cinéma, notamment dans Perceval le Gallois d'Éric Rohmer (1978), puis dans Messidor d'Alain Tanner (1979).
Au théâtre, après avoir été mise en scène par Peter Brook dans la pièce Mesure pour mesure de William Shakespeare (1978), elle devient, au début des années 1980, codirectrice de la compagnie théâtrale le Trace Théâtre avec Gilles Bouillon, ce qui lui donne l'occasion d'explorer le théâtre classique en interprétant des œuvres de Victor Hugo (Marie Tudor), Marivaux (Le Triomphe de l'amour), Molière (Dom Juan, Georges Dandin) et Shakespeare (Le Marchand de Venise, La Nuit des rois, etc.).
À la fin des années 1980, elle passe à la mise en scène. Elle collabore avec le chorégraphe Pierre Doussaint en adaptant Le Livre de la pauvreté et de la mort de Rainer Maria Rilke (1989), puis enchaîne en effectuant d'autres adaptations d'œuvres d'auteurs étrangers tels que Yasushi Inoue (Le Fusil de chasse, 1992) et Antonio Tabucchi (Dialogues manqués, 1993).
Elle apparaît ponctuellement au cinéma à l'invite du cénacle d'Éric Rohmer en jouant d'abord pour le Maître dans L'Arbre, le Maire et la Médiathèque (1993) et, ensuite, dans le deuxième long métrage réalisé par sa productrice Françoise Etchegaray, Sept en attente (1995).
Après une interruption volontaire de quelques années, elle reprend le métier et on la revoit à la télévision dans des séries, notamment dans plusieurs épisodes de Marc Eliot (1999-2002), au cinéma dans Mille millièmes de Rémi Waterhouse (2002), tandis qu'au théâtre, elle retrouve Pierre Doussaint pour mettre en scène La mort est un champ de bleuets de Jean-Frédéric Vernier (2004).
Elle est la mère de l'acteur Bastien Bouillon.

## Filmographie

### Cinéma
- 1978 : La Zizanie de Claude Zidi : la future mariée hésitant à dire 'oui' à la mairie
- 1978 : Perceval le Gallois d'Éric Rohmer : la pucelle de la tente
- 1979 : Messidor d'Alain Tanner : Jeanne Salève
- 1979 : Le Mors aux dents de Laurent Heynemann : Solange
- 1982 : Les Vieilles Connaissances, court métrage de Sarah Mondale
- 1992 : La Révolte des enfants de Gérard Poitou-Weber : la comtesse d'Ozeray
- 1993 : L'Arbre, le Maire et la Médiathèque d'Éric Rohmer : Blandine Lenoir, la pigiste
- 1993 : Les Moissons de fer, film d'animation de Jean-Claude Lubtchansky : voix off
- 1995 : Sept en attente de Françoise Etchegaray
- 2002 : Mille millièmes de Rémi Waterhouse : Madame Lechaix
- 2006 : Neige, ma grimace, court métrage d'Antoine Fumat
- 2010 : Les Destructions, court métrage d'Antoine Létra : la mère
- 2010 : Entre-deux, court métrage de Romain Baudéan : la mère de Thomas
- 2011 : Dahu, court métrage de Tom Harari : Éveline

### Télévision
- 1977 : Cinéma 16, série télévisée, épisode Au bout du printemps réalisé par Bernard Dubois : Rose
- 1977 : Banlieue sud-est, feuilleton télévisé de Gilles Grangier
- 1978 : Le Devoir de français, téléfilm de Jean-Pierre Blanc : Paule
- 1979 : Mesure pour mesure de William Shakespeare, mise en scène de Peter Brook (diffusion en différé de la représentation théâtrale) : Isabelle
- 1980 : Le Surmâle, téléfilm de Jean-Christophe Averty d'après l'œuvre d'Alfred Jarry : Ellen Elson
- 1981 : Mon Meilleur Noël, série télévisée, épisode Rien qu'une petite fille de Jean-Pierre Marchand : Claudine
- 1982 : Le Retour d'Élizabeth Wolff, téléfilm de Josée Dayan : Fabi Wolff
- 1982 : Patate de Marcel Achard, mise en scène de Pierre Mondy dans la collection Emmenez-moi au théâtre, réalisation d'Yves-André Hubert : Alexia
- 1985 : Colette, mini-série de Gérard Poitou-Weber : Colette jeune fille
- 1987 : Les Passions de Céline, mini-série de Josée Dayan : Claude
- 1988 : Tel père, tel fils, série télévisée, épisode réalisé par Didier Albert : Valérie
- 1990 : S.O.S. disparus, mini-série, épisode L'Eau bleue réalisé Daniel Losset
- 1991 : Les Cinq Dernières Minutes, série télévisée, épisode Prête-moi ta plume réalisé par Louis Grospierre : Élisabeth Mugnier
- 1991 : La conversation (série Passion) de Jean-Pierre Blanc réalisé par Emmanuel Fonlladosa
- 1999-2002 : Marc Eliot, série télévisée de Tito Topin : rôle de « Lily Matéos » dans les épisodes :
  - 1999 : C'est pas une façon d'aimer réalisé par Josée Dayan
  - 2000 : Gâche pas ta vie réalisé par Patrick Jamain
  - 2002 : L'Enlèvement de Carmen réalisé par Denis Amar
  - 2002 : Trois femmes, réalisé par Williams Crépin
- 2005 : Trois femmes flics, série télévisée, épisode Nulle n'est parfaite réalisé par Philippe Triboit : la mère de Christelle
- 2012 : Le Jour où tout a basculé, réalité scénarisée, épisode Mes parents m'ont trahi (Le Prix de la vérité) de Pierre-François Brodin : Catherine

## Théâtre
- 1978-1979 : Mesure pour mesure de William Shakespeare, mise en scène Peter Brook, Théâtre des Bouffes du Nord, Festival d'automne à Paris, Théâtre national de Nice
- 1982 : Patate de Marcel Achard, mise en scène Pierre Mondy, enregistrement pour le compte d'Antenne 2

### 1979 à 1988
Compagnie Trace Théâtre * et Compagnie Gilles Bouillon **, toutes les mises en scène sont de Gilles Bouillon.
- 1979-1981 : Le Songe d'une nuit d'été de William Shakespeare, Théâtre de la Cité internationale, Théâtre du Val de Gally de Villepreux *
- 1981-1983 : Marie Tudor de Victor Hugo, Théâtre de l'Athénée-Louis-Jouvet, Maison de la Culture de Bourges *
- 1983-1984 : Le Marchand de Venise de William Shakespeare, Maison de la Culture de Bourges *
- 1983 : Georges Dandin de Molière, Maison de la Culture de Bourges **
- 1986-1988 : La Nuit des rois de William Shakespeare, Théâtre de la Cité internationale, Théâtre de l'Est parisien **
- 1987-1988 : Le Triomphe de l'amour de Marivaux, Centre dramatique régional du Centre, Bourges **
- 1987-1988 : Dom Juan de Molière, Maison de la Culture de Bourges **

### 1989 à aujourd'hui
- 1989 : Le Livre de la pauvreté et de la mort, d'après Rainer Maria Rilke, mise en scène Clémentine Amouroux et Pierre Doussaint
- 1992 : Le Fusil de chasse, d'après Yasushi Inoue, mise en scène Clémentine Amouroux
- 1993 : Dialogues manqués, d'après Antonio Tabucchi, mise en scène Clémentine Amouroux
- 2002-2004 : La mort est un champ de bleuets de Jean-Frédéric Vernier, mise en scène Clémentine Amouroux et Pierre Doussaint
- 2005 :  Similitude, monologue d'après une œuvre de Janet Frame, scénographie de Clémentine Amouroux
- 2008 :  Le Livre de la pauvreté et de la mort, d'après Rainer Maria Rilke, mise en scène Clémentine Amouroux, représentations en églises et dans le privé
- 2011 : Bagatelles de Jacques Offenbach et L'Ivrogne corrigé de Christoph Willibald Gluck, mise en scène Clémentine Amouroux, opérettes (spectacles amateurs)
- 2011 : Les Pas perdus d'après la pièce de Denise Bonal, mise en scène Clémentine Amouroux, Théâtre de l'Orme (Loir-et-Cher)
- 2011 : Impatience, d'après le texte de François Bon, mise en scène Clémentine Amouroux, Centre Culturel Jean Vilar de Marly-le-Roi
- 2011 : Du coq à l'âne, spectacle musical de Jean Frédéric Vernier, mise en scène et interprétation/chant par Clémentine Amouroux, Théâtre de Bligny (Essonne), Théâtre de l'Orme (Loir-et-Cher)
- 2012-2013 : Impatience, d'après le texte de François Bon, mise en scène Clémentine Amouroux, Maison fraternelle (Paris 5e)
- Année inconnue : Falling Out the Chariot, spectacle de danse contemporaine, mise en scène Clémentine Amouroux